# Cochlorhinus pasadena
Cochlorhinus pasadena är en insektsart som beskrevs av Ball 1951. Cochlorhinus pasadena ingår i släktet Cochlorhinus och familjen dvärgstritar. Inga underarter finns listade i Catalogue of Life.